# Mirchel
Mirchel ist eine politische Gemeinde im Verwaltungskreis Bern-Mittelland des Kantons Bern in der Schweiz.

## Geographie
Mirchel liegt im voralpinen Hügelland auf 669 m ü. M. zwischen Konolfingen (ca. 2,5 km südwestlich), Grosshöchstetten (ca. 1,5 km nordwestlich) und Zäziwil (ca. 1,25 km nordöstlich) ca. 16 km südöstlich der Kantonshauptstadt Bern (Luftlinie). Das Bauerndorf erstreckt sich in der breiten Talsenke der Chise, welche die Verbindung vom Aaretal ins Emmental herstellt.
Die Fläche des 2,34 km² grossen Gemeindegebiets umfasst einen Abschnitt des voralpinen Hügellandes östlich des Aaretals. Der zentrale Gemeindeteil wird von der Talebene der Chise eingenommen, die hier eine Breite von 500 bis 800 m aufweist. Nach Norden reicht das Gebiet auf den Erlessenhubel (762 m ü. M.), eine Seitenmoräne des eiszeitlichen Aaregletschers. Südlich des Chisetals erstreckt sich der Gemeindeboden über den steilen Hang des Gmeiswaldes bis auf den Appenberg, der zum Höhenrücken des Kurzenberges gehört und auf dem mit 812 m ü. M. die höchste Erhebung von Mirchel erreicht wird. Die südöstliche Grenze bildet der Bärbach, ein vom Kurzenberg herabfliessender rechter Seitenbach der Chise. Von der Gemeindefläche entfielen 1997 10 % auf Siedlungen, 10 % auf Wald und Gehölze, 79 % auf Landwirtschaft, und etwas weniger als 1 % war unproduktives Land.
Zu Mirchel gehören die Weiler Gmeis (672 m ü. M.) am südlichen Rand des Chisetals und Appenberg (791 m ü. M.) im Bärbachtälchen auf der Nordabdachung des Kurzenberges sowie einige Hofgruppen und Einzelhöfe. Nachbargemeinden von Mirchel sind, beginnend im Norden im Uhrzeigersinn, Grosshöchstetten, Zäziwil, Oberhünigen, Niederhünigen, Konolfingen.

## Geschichte
Die erste urkundliche Erwähnung des Ortes erfolgte 1320 unter dem Namen Mirchlon. Später erschienen die Bezeichnungen Mircheln (1325) und Mirchel (1388). Die Etymologie des Ortsnamens ist ungesichert. Der hintere Teil des Namens vergleicht sich indes mit Ortsnamen auf ‑loh(e) und ‑lo(h)n mit der Bedeutung Wald vgl. z. B. Iserlohn «Eisenwald» oder Hohenlohe «hoher Wald». Der vordere Namensbestandteil wiederum entspricht dem altsächsischen Wort mirki «dunkel, finster» (aus urgerm. *mirkʷaz «dunkel») in oberdeutscher Lautung, jedoch ist dieses Lexem im Althochdeutschen sonst nicht mehr belegt. So erklärt, würde der Ortsname Mirchel dunkler Wald bedeuten.
Seit dem Mittelalter lag Mirchel im Grenzbereich der Herrschaften Hünigen und Signau, welche unter der Oberhoheit der Grafen von Kyburg standen. Im Jahr 1406 gelangte das Dorf unter Berner Herrschaft und wurde dem Landgericht Konolfingen zugeordnet. Nach dem Zusammenbruch des Ancien Régime (1798) gehörte Mirchel während der Helvetik zum Distrikt Höchstetten und ab 1803 zum Oberamt Konolfingen, das mit der neuen Kantonsverfassung von 1831 den Status eines Amtsbezirks erhielt.

## Bevölkerung
Mit 589 Einwohnern (Stand 31. Dezember 2023) gehört Mirchel zu den kleinen Gemeinden des Kantons Bern. Von den Bewohnern sind 99,2 % deutschsprachig, 0,4 % englischsprachig, und 0,2 % sprechen Französisch (Stand 2000). Die Bevölkerungszahl von Mirchel belief sich 1850 auf 421 Einwohner, 1900 auf 474 Einwohner. Im Verlauf des 20. Jahrhunderts nahm sie durch starke Abwanderung bis 1970 um rund 20 % auf 376 Personen ab. Seither wurde wieder eine deutliche Bevölkerungszunahme verzeichnet.

## Politik
Bei den Nationalratswahlen 2023 betrugen die Wähleranteile in Mirchel (in Klammern die Veränderung im Vergleich zu den Wahlen 2019 in Prozentpunkten): SVP 54,41 % (+3,63), Mitte 12,41 % (−1,61), SP 7,76 % (+1,24), EDU 7,08 % (−0,16), glp 4,67 % (−1,79), Grüne 4,27 % (−0,07), EVP 4,25 % (−0,96), FDP 3,65 % (+1,67), Weitere 1,51 % (−1,94).

## Wirtschaft
Mirchel war bis in die zweite Hälfte des 20. Jahrhunderts ein vorwiegend durch die Landwirtschaft geprägtes Dorf. Noch heute haben der Ackerbau, der Obstbau sowie die Milchwirtschaft und die Viehzucht einen wichtigen Stellenwert in der Erwerbsstruktur der Bevölkerung. Weitere Arbeitsplätze sind im lokalen Kleingewerbe und im Dienstleistungssektor vorhanden. In Mirchel gibt es heute eine Futtermühle, Schreinereien und mechanische Werkstätten. In den letzten Jahrzehnten hat sich das Dorf zu einer Wohngemeinde entwickelt. Viele Erwerbstätige sind deshalb Wegpendler, die hauptsächlich in den grösseren Ortschaften der Umgebung und in der Agglomeration Bern arbeiten.

### Verkehr
Die Gemeinde liegt nahe der Hauptstrasse von Münsingen nach Langnau im Emmental. Das Gemeindegebiet wird zwar von den Bahnlinien von Bern nach Luzern und von Burgdorf nach Thun durchquert, doch besitzt Mirchel keine direkte Anbindung an das Netz des öffentlichen Verkehrs. Die nächsten Bahnhöfe befinden sich in Konolfingen, Grosshöchstetten und Zäziwil, jeweils rund 1,5 bis 3 km vom Ortskern entfernt.

## Sehenswürdigkeiten
Im Ortskern sowie in den Weilern sind zahlreiche charakteristische Bauernhäuser des bernischen Landstils aus dem 18. und 19. Jahrhundert erhalten. Der Riegbau der Mühle stammt von 1803. Mirchel besitzt keine eigene Kirche, es gehört zum Pfarrkreis Zäziwil-Mirchel in der Kirchgemeinde Grosshöchstetten.

## Persönlichkeiten
- Friedrich Traugott Wahlen (1899–1985), Politiker und Bundesrat, Geburtshaus im Weiler Gmeis